# Đông Lương
Đông Lương là một phường thuộc thành phố Đông Hà, tỉnh Quảng Trị, Việt Nam.

## Địa lý
Phường Đông Lương nằm ở phía nam thành phố Đông Hà, có vị trí địa lý: 
- Phía đông và phía nam giáp huyện Triệu Phong
- Phía tây giáp Phường 3
- Phía bắc giáp Phường 3 và phường Đông Lễ.

Phường Đông Lương có diện tích là 19,93 km²,dân số năm 2010 là 9.156 người, mật độ dân số đạt 459 người/km².

## Hành chính
Phường Đông Lương được chia thành 8 khu phố: 1, 2, 3, Đại Áng, Lai Phước, Tân Vĩnh, Trung Chỉ, Vĩnh Phước.

## Lịch sử
Ngày 1 tháng 3 năm 1999, Chính phủ ban hành Nghị định số 8/1999/NĐ-CP về việc thành lập phường Đông Lương trên cơ sở toàn bộ 1.969,21 ha diện tích tự nhiên và 6.432 nhân khẩu của xã Triệu Lương.